# Mbalelon I
Mbalelon I est un village de la région du Centre du Cameroun. Il est localisé dans l'arrondissement (commune) de Ngoumou et le département de la Méfou-et-Akono.

## Population
En 1965-1966, la localité comptait 586 habitants, principalement Ewondo. Lors du recensement de 2005, on y dénombrait 597 personnes.

## Personnalités liées
L'homme politique Basile Atangana Kouna, plusieurs fois ministre, est né à Mbalelon en 1956.